# Küss’ die Hand, schöne Frau
Küss’ die Hand, schöne Frau ist ein Lied der österreichischen Pop-Rock-Band Erste Allgemeine Verunsicherung aus dem Jahr 1987.

## Entstehung und Artwork
Geschrieben und komponiert wurde das Lied von den EAV-Mitgliedern bzw. -Studiomusikern Eik Breit, Klaus Eberhartinger, Nino Holm, Günther Schönberger und Thomas Spitzer. Für die Produktion zeichnete die Band, zusammen mit Peter Müller, verantwortlich.
Auf dem grünfarbenen Frontcover der Single ist – außer Künstlernamen und Liedtitel – ein Comic von einem männlichen Pinguin und einem weiblichen rosafarbenen Seehund mit den entsprechenden Liedzeilen zu sehen. Am oberen Rand ist der Name der Gruppe angegeben und darunter ist in weißer Schrift der Titel der Single zu lesen. Die Gestaltung stammt vom EAV-Mitglied Spitzer.

## Veröffentlichung und Promotion
Die Erstveröffentlichung von Küss’ die Hand, schöne Frau erfolgte als Single am 17. Oktober 1987 durch Columbia Records. Diese erschien als 7″-Single mit der achtminütigen B-Seite Spitalo-A-La-Carte-Mix. Am 26. Oktober 1987 erschien es als Teil des sechsten EAV-Studioalbums Liebe, Tod & Teufel, dessen erste Singleauskopplung es ist.
Die Erste Allgemeine Verunsicherung sang den Titel in der ZDF-Hitparade mit Dieter Thomas Heck, am 16. Dezember 1987 stellte ihn die Gruppe in der 219. Sendeausgabe als Neuvorstellung vor und wurde auf Platz vier gewählt, sodass sie ihn in der nächsten Sendung am 13. Januar 1988 erneut singen durften, wo das Lied auf Platz 1 gewählt wurde.

## Inhalt
In dem Liedtext geht es um einen Mann, der in ein Lokal geht, wo er eine Dame seiner Wahl mit Komplimenten wie „So allein, schöne Frau?“ und „Mei, san Ihre Augen blau!“ anspricht und mit ihr Pommery ordern lässt. Nach ihrem Aufenthalt geht der Mann mit zu ihr, weil bei ihm gerade der Klempner sei. Es kommt zum Koitus, wobei die Frau vor dem Akt die Pille nimmt. Am nächsten Tag ruft die Frau den Mann nach ihrem One-Night-Stand an und stellt sich als Helga vor. Als der Mann von nichts weiß, entgegnet sie „Na, Dein Mausilein, von gestern!“. Woraufhin er wiederum erwidert, dass er krank im Bett sei und hinter ihm seine Frau, seine sieben Kinder und der Hund stehen.

## Mitwirkende
| Liedproduktion - Mario Bottazzi: Begleitgesang, Musikproduzent - Eik Breit: Bass, Begleitgesang, Komponist, Musikproduzent - Klaus Eberhartinger: Gesang, Komponist, Musikproduzent - Nino Holm: Arrangement, Bass, Begleitgesang, Keyboard, Komponist, Musikproduzent - Marion Müller: Begleitgesang - Peter Müller: Abmischung, Musikproduzent, Tonmeister - Günter Schönberger: Begleitgesang, Komponist, Musikproduzent - Thomas Spitzer: Begleitgesang, Gitarre, Komponist, Liedtexter, Musikproduzent - Anders Stenmo: Musikproduzent, Schlagzeug | Visualisierung - Thomas Spitzer: Artwork (Cover) Unternehmen - Blanko-Musik: Verlag - Columbia Records: Musiklabel - EMI Music: Vertrieb - Wintrup Musikverlag: Vertrieb |

## Rezeption

### Charts und Chartplatzierungen
| ChartsChartplatzierungen | Höchstplatzierung | Wochen |
| ------------------------ | ----------------- | ------ |
| Deutschland (GfK)        | 2 (23 Wo.)        | 23     |
| Österreich (Ö3)          | 1 (22 Wo.)        | 22     |
| Schweiz (IFPI)           | 2 (20 Wo.)        | 20     |

| ChartsJahrescharts (1988) | Platzierung |
| ------------------------- | ----------- |
| Deutschland (GfK)         | 17          |
| Österreich (Ö3)           | 2           |
| Schweiz (IFPI)            | 1           |

### Auszeichnungen für Musikverkäufe
| Land/Region        | Auszeichnungen für Musikverkäufe (Land/Region, Auszeichnung, Verkäufe) | Verkäufe |
| ------------------ | ---------------------------------------------------------------------- | -------- |
| Deutschland (BVMI) | Gold                                                                   | 250.000  |
| Insgesamt          | 1× Gold ·                                                              | 250.000  |

## Coverversionen
2019 coverte die österreichische Band Die Draufgänger den Titel und brachte ihn als Single mit Musikvideo heraus. Im Zuge der COVID-19-Pandemie adaptierte Thomas Spitzer seinen eigenen Titel und schrieb ihn im Mai 2020 zu „Küss die Hand, Pandemie!“ um.